# Cole Caufield
Cole Caufield (Mosinee, Wisconsin, 2 de enero de 2001) apodado Bilbo o Goal Caufield, es un jugador profesional estadounidense de hockey sobre hielo que se desempeña en la posición de extremo derecho en Montreal Canadiens, equipo de la National Hockey League (NHL).

## Carrera
Fue seleccionado en la primera ronda en la NHL Entry Draft de 2019. En 2020 hizo su debut profesional con el equipo Montreal Canadiens, donde lleva jugando cuatro temporadas.